# Zyrianka
Zyrianka – osiedle typu miejskiego w Rosji (Jakucja); 8 tys. mieszkańców (1994). Leży na południu Niziny Kołymskiej u ujścia Jasacznej do Kołymy. Ośrodek wydobycia węgla kamiennego (Zyriańskie Zagłębie Węglowe); przystań rzeczna; lotnisko; muzeum regionalne.
Osiedle założone na początku lat trzydziestych XX w. po odkryciu złóż węgla, najpierw jako jeden z obozów gułagu.